# سوسومو اومورا
سوسومو اومورا (انگلیسی: Susumu Uemura؛ زادهٔ ۹ آوریل ۱۹۶۴) بازیکن فوتبال اهل ژاپن است.
از باشگاه‌هایی که در آن بازی کرده‌است می‌توان به باشگاه فوتبال گامبا اوساکا اشاره کرد.